# Olan Rogers

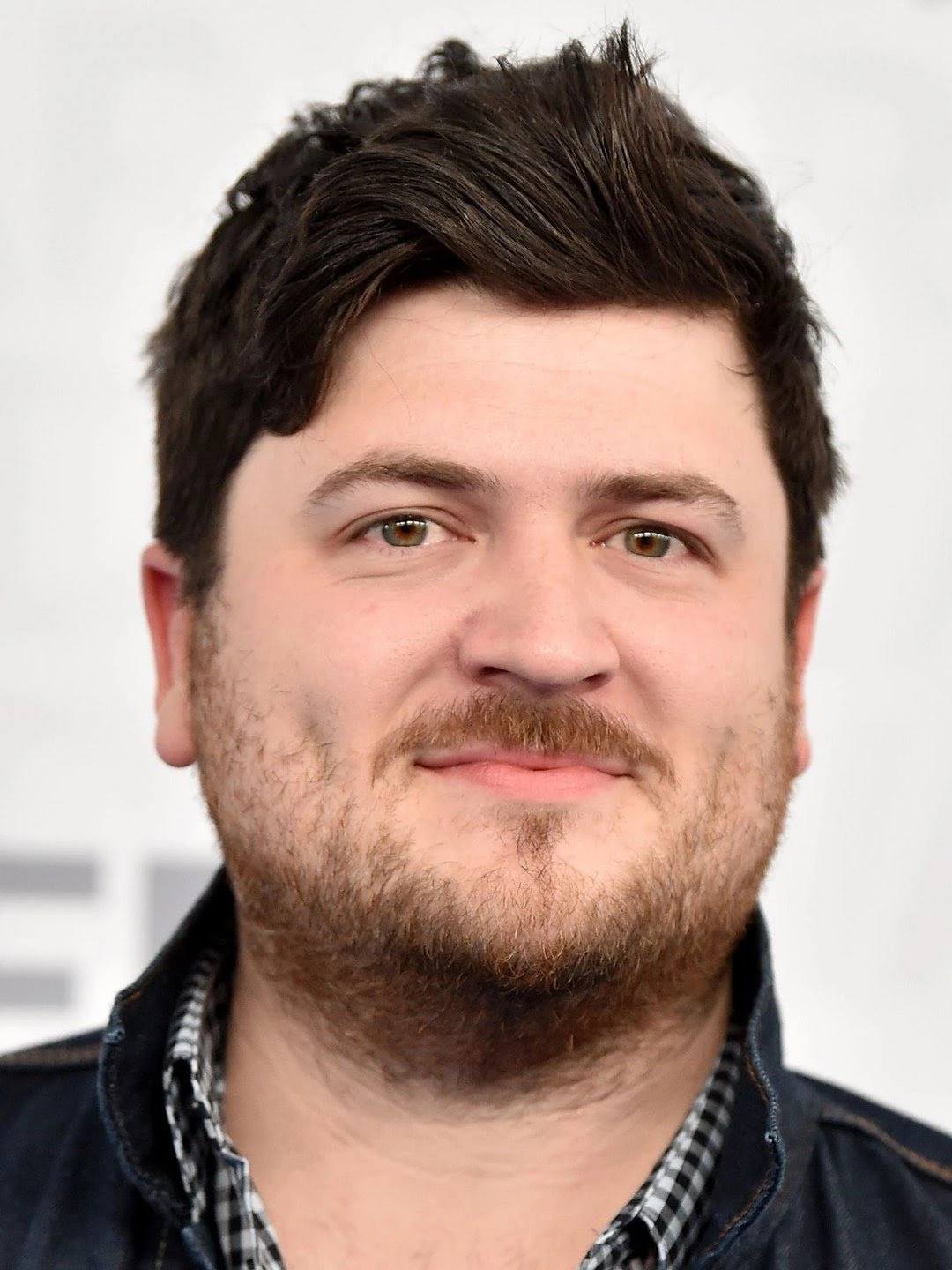
Olan Rogers, 2024

Olan Rogers (* 11. Juni 1987 in Nashville, Tennessee) ist ein US-amerikanischer Komiker, Synchronsprecher, Schauspieler und Drehbuchautor.

## Leben
Rogers startete seine Karriere mit zwei Freunden der Collierville High School und der University of Memphis auf YouTube. Dieses Comedy-Trio nannte sich BalloonShop und war bekannt für seine Sketche und komödiantischen Kurzfilme. Nachdem Rogers auf seinen eigenen YouTube-Kanal gewechselt war, lud er eigene Sketche und humorvolle Geschichten aus seinem Leben sowie teilweise animierte Kurzfilme hoch.
Um mehr Kontakt mit seinen Fans zu haben, eröffnete Rogers 2015 eine Lounge in Nashville. Diese nannte er „The Soda Parlor“ und bot einige Videospiele und Desserts an.
2016 kreierte er eine Pilotfolge, die später zu der Animationsserie Final Space wurde. Sie handelt von dem Astronauten Gary Goodspeed, der in einem Raumschiff gefangen gehalten wird, und seinem Sidekick, einem kleinen grünen planetenzerstörenden Außerirdischen namens Mooncake, welche in der englischen Version beide von Rogers gesprochen werden. Die erste Staffel mit 10 Folgen wurde 2018 auf TBS gesendet. Die Serie wurde später auch auf Netflix veröffentlicht. Die zweite Staffel wurde 2019 auf dem Kabelsender Adult Swim ausgestrahlt, die dritte und letzte Staffel folgte dort 2021.
Am 26. März 2019 erreichte sein YouTube-Kanal eine Million Abonnenten.

## Filmografie
- 2007–2015: BalloonShop (Webserie, 56 Folgen)
- 2010: The Last Scene (Kurzfilm)
- 2011: New Prime
- 2011: The Annoying Orange (Annoying Orange, Fernsehserie, Folge 3x26, Sprechrolle)
- 2011: Cardboard Warfare 2 (Kurzfilm)
- 2012: Mega Man X (Kurzfilm)
- 2012: Pop Rocket (Kurzfilm)
- 2013: Something Fierce (Kurzfilm)
- 2014: The Death of Gary Goldwater (Kurzfilm)
- 2014: Ein Mann und seine Maus – Die Walt Disney Story (As Dreamers Do)
- 2014: Star Wars: The Scarlet Lance (Kurzfilm)
- 2015: The Right Stuff (Kurzfilm)
- 2015: Oscar’s Hotel for Fantastical Creatures (Miniserie, Folge 1x03)
- 2015: The Lions’s Blaze 3 (Kurzfilm)
- 2016: Final Space (Kurzfilm)
- 2016: The Matchbreaker
- 2016–2017: Mr. Student Body President (Fernsehserie, 2 Folgen)
- 2017: American Airness (Fernsehfilm)
- 2018–2021: Final Space (Fernsehserie, Sprechrolle)